# 염다리
염다리는 전기화학에서 두 반쪽 전지 (갈바니 전지)를 연결할 때 쓰이는 장치이다.
염다리는 염다리의 양이온이 환원전극 쪽으로 이동하고 음이온은 환원전극에서 염다리 쪽으로 이동시켜 전하의 축적을 정확히 상쇄해 빠르게 평형을 이루는 내부 회로의 전기적 중성을 유지한다.
만약 염다리를 사용하지 않을경우 전지 반응의 진행에 따라 한 곳의 반쪽 전지에는 양전하가, 반대쪽의 반쪽 전지에는 음전하가 축적되게 되고, 이내 반응이 중지됨으로써 전기의 생산 역시 중단된다.

염다리는 전해질로 채워진 U자관으로 이루어져 있다. 전해질은 염화 포타슘이나 염화 소듐이 주로 사용된다. 이 외에도 염다리를 만들 수 있는 전해질의 종류는 많지만 다음과 같은 조건을 충족해야 한다.
1. 전지 반응과 무관한 이온으로 구성되어야 한다.
2. 양전하와 음전하의 전도성이 비슷하고, 따라서 둘이 비슷한 이동 속도를 가져야 한다.
3. 전기가 잘 통하고 이동도가 변하지 않는 것이 좋다.

염다리의 전도도는 주로 전해액의 농도에 의존한다.
포화점 이하의 농도에서 전해액의 농도를 높이면 전도도가 증가하고, 과포화 상태의 전해질을 사용하거나 좁은 직경의 튜브를 사용하면 낮은 전도도를 보인다.

염다리의 농도가 반쪽 전지의 농도보다 매우 크기 때문에 이온의 이동은 염다리 밖으로의 이동이 염다리 안으로의 이동보다 훨씬 많다.
산화전극에서 나온 금속이온 중 아주 소량은 양전하의 축적을 방지하기 위하여 염다리 안으로 이동한다.

## 참고 문헌
1. Daniel C.Harris, <<분석화학>>, 자유 아카데미, 2007년 7판, 342,343,375쪽 참조
2. Hogendoorn, Bob (2010). Heinemann Chemistry Enhanced (2). Melbourne, Australia: Pearson Australia. p. 416. ISBN 9781442537552.